# Dead Boy Detectives
Dead Boy Detectives est une série télévisée américaine créée par Steve Yockey (en) et basée sur les personnages de DC Comics de Neil Gaiman et Matt Wagner, diffusée depuis le 25 avril 2024 sur Netflix,.
Les Dead Boy Detectives sont un duo de détectives surnaturels fictifs apparus pour la première fois dans le numéro 25 de la série de comics Sandman, publié par DC Comics.
En Août 2024, la série est annulée après une seule saison.

## Synopsis
Charles Rowland et Edwin Paine, fantômes de deux adolescents défunts, se rencontrent dans l'au-delà et décident de rester sur Terre pour enquêter sur des crimes surnaturels.

## Distribution

### Principaux
- George Rexstrew (VF : Aurélien Raynal) : Edwin Payne
- Jayden Revri (VF : Baptiste Mège) : Charles Rowland
- Kassius Nelson (VF : Aurélie Konaté) : Crystal Palace
- Briana Cuoco (VF : Elsa Davoine) : Jenny la bouchère
- Ruth Connell (VF : Julie Dumas) : la veilleuse de nuit de l'Au-Delà
- Yuyu Kitamura (VF : Diane Dassigny) : Niko Sasaki
- Jenn Lyon (en) (VF : Marie Chevalot) : Esther Finch, la sorcière

### Récurrents
- Lukas Gage (VF : Romain Altché) : Le roi des chats
- Michael Beach (VF : Thierry Desroses) : Tragic Mick, l'ancien morse
- Joshua Colley (en) (VF : Benjamin Bollen) : Monty, le corbeau
- Lindsey Gort (en) (VF : Noémie Orphelin) : Maxine, la bibliothécaire
- Caitlin Reilly (VF : Camille Ravel) : Lily, lutin
- Max Jenkins (en) (VF : Jérémy Prévost) : Kingham, lutin
- David Iacono (VF : Tom Trouffier) : David le démon
- Miranda Edwards: Iris, l'ancêtre de Crystal
- Kevin Davey : le postier fantôme
- Sarah Dawn Pledge : l'officier de police
- Gabriel Drake : Simon, ancien camarade d'Edwin
- Kirby Howell-Baptiste : Mort, reprenant son rôle joué dans Sandman
- Rochelle Okoye : Lilith, déesse protégeant les femmes bafouées
- Donna Preston : Désespoir, reprenant son rôle joué dans Sandman
- Tamlyn Tomita : la Superviseuse
- John Broterton : le père de Crystal
- Sherri Shaum : la mère de Crystal

Version française dirigée par Edgar Givry au studio Dubbing Brothers, d'après une adaptation des dialogues de Sébastien Charron et Antoine Leduc.
 Source et légende : version française (VF) sur RS Doublage et cartons du doublage français.

## Épisodes
1. L'Affaire Crystal Palace
2. L'Affaire du sanctuaire aux pissenlits
3. L'Affaire de la maison des Devlin
4. L'Affaire des enjambeurs de phare
5. L'Affaire des deux dragons morts
6. L'Affaire de la forêt dévorante
7. L'Affaire du très long escalier
8. L'Affaire du serpent affamé